# Kiddus I
Kiddus I (né Frank Dowding en décembre 1944) est un chanteur de reggae jamaïcain. Il est particulièrement connu pour avoir joué dans le film Rockers en 1976 où il interprète le puissant titre Graduation In Zion sur la bande originale. 

## Carrière
Kiddus I est un jeune inconnu quand il enregistre Graduation In Zion dans le studio Harry J en 1974. Le producteur Jack Rubby et le réalisateur Ted Bafaloukos assistent à l'enregistrement et sont surpris. Bafaloukos prépare un film, Rockers, et il veut que ce morceau y figure. Il demande alors à Kiddus I de ne pas le sortir. Kiddus accepte ; il réenregistrera Graduation In Zion deux ans plus tard devant la caméra du cinéaste, pour une séquence saluée par la critique et devenue culte parmi les amateurs de reggae.
Le premier album de Kiddus I est une production Inna de Yard, un label de Makasound, enregistré en acoustique en compagnie du guitariste Earl 'Chinna' Smith, dans la cour de ce dernier. Kiddus I a enregistré de nombreux singles, notamment sur le label Sheperd (dont Harder, Save the Children, Crying Wolf ou encore Security in the Streets) entre le milieu des années 1970 et le début des années 1980, qui sont réunis sur une compilation sortie par le label japonais Dubstore en 2007.
En 2019, Kiddus I est un des protagonistes principaux du film Inna de Yard: The Soul of Jamaica.

## Discographie

### Albums
- Inna De Yard (2004) - Makasound

- Rockers - Graduation in Zion 1978-1980 (2007) - Dubstore

- Green Fa Life (2009) - Makasound

- Rocking Rebel (2009) - MVD Visual

- Topsy Turvy World (2013) - Rubin / La Baleine
- Take A Trip (2015) - Iroko Records

## Singles
- 1978/2007 - Crying Wolf/Version (7") Shepherd/Dub Store Records
- 1978/2007 - Security in the Streets/Too Fat (12") Shepherd/Dub Store Records
- 1978 - Time (7") Shepherd
- 1980 -  Harder (7") Shepherd
- 2007 - Graduation in Zion/Salvation (7") Shepherd/Dub Store Records
- 2011 - Graduation In Zion (Cheer Up) (12") Shepherd/Dub Store Records
- 2007 - Graduation In Zion / Woman A Di Yard (7") Lone Lions Productions